# Konrad Dryden
Pour les articles homonymes, voir Dryden.
Konrad Claude Dryden (né le 13 septembre 1963) est un auteur américain qui a beaucoup écrit sur l'opéra italien, en particulier sur le mouvement connu sous le nom de vérisme.

## Lignage

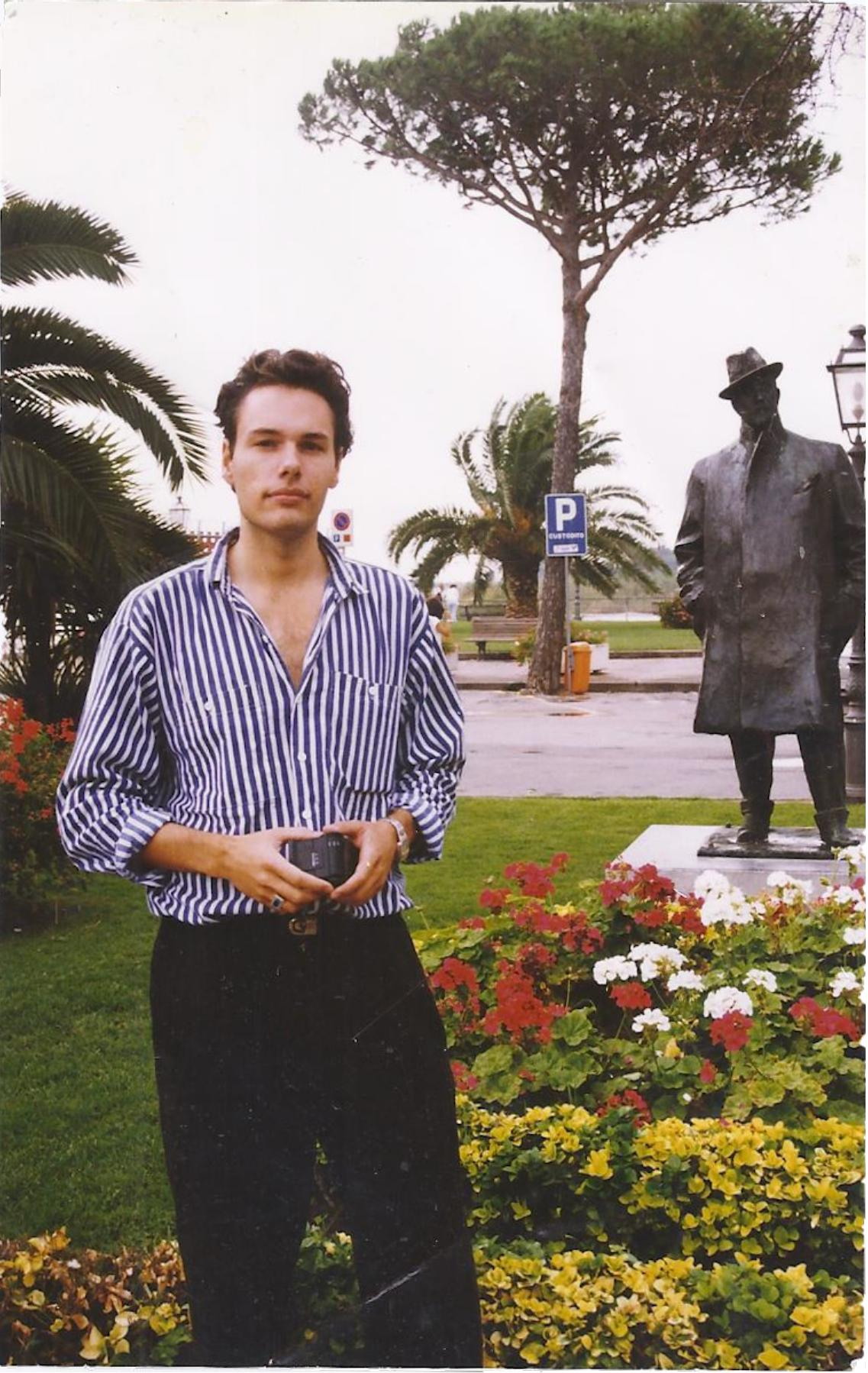
Dryden à Torre del Lago Puccini, Italie, 1987

Dryden est le fils d'un père britannique, Kenneth Dryden (pilote de la Royal Air Force et descendant du poète John Dryden), et d'une mère allemande, Ingeborg Rudhart, descendante d'Ignaz von Rudhart, Premier ministre de la Grèce sous le règne du roi Othon de Grèce. Sa cousine, Karin Seehofer, est marié à l'actuel président de Bavière, Horst Seehofer.

## Biographie
Né à Pasadena, en Californie, Dryden a déménagé en Californie du Nord à un âge précoce. Assister à des spectacles au War Memorial Opera House à San Francisco a suscité un amour inné pour le théâtre lyrique, le conduisant à former comme baryton lyrique au Conservatoire de musique de San Francisco en 1980 avec le ténor canadien-français Léopold Simoneau.
Résident européen depuis 1981, Dryden a poursuivi sa formation lyrique avec le baryton Karl Schmitt-Walter à Munich, Allemagne. Schmitt-Walter a été remarqué pour ses nombreux enregistrements ainsi que son implication avec la réouverture du Festival de Bayreuth après la Seconde Guerre mondiale. Après la mort de Schmitt-Walter, Dryden, de 1982 à 1983, a poursuivi ses études avec le ténor américain James King, à la fois à Munich et Salzbourg. Là-dessus, puis un passage à Feldafing sur le lac Starnberg, où Dryden a passé la plus grande partie de deux ans de travail avec le baryton allemand Josef Metternich. En Italie, la mezzo-soprano Gianna Pederzini aidé Dryden pour terminer ses études avec le baryton Gino Bechi à Florence. Bechi, l'un des barytons les plus remarquables de l'Italie, avait chanté Alfio dans l'enregistrement de Cavalleria Rusticana de Mascagni pour HMV sous la direction du compositeur en 1940.
Dryden a enregistré un album d'airs et de chansons en 1987 au cours de la même année avant de faire ses débuts à l'opéra dans une production à la télévision nationale en Uberto dans La serva padrona de Pergolèse en 1988. En 1991, Dryden a épousé l'historien comtesse Florence de Peyronnet. Un fils est né de cette union en 1991.

## Carrière
En 1999, Dryden a publié Riccardo Zandonai, A Biography, la première monographie entièrement documentée consacrée au compositeur de Francesca da Rimini. Écrite spécialement pour ce volume étaient préfaces par Renata Scotto ainsi que la fille du compositeur, Tarquinia Jolanda Zandonai. Une seconde biographie, Leoncavallo: vie et les œuvres, avec une préface de Plácido Domingo et Piera Leoncavallo, paru en 2007. Une édition antérieure, parrainé par la baronne Hildegarde von Münchhausen, qui avait acheté une grande quantité de la succession du compositeur, a précédé ce en 2007 . À la suite de la publication, Dryden a pris part à une série d'entrevues enregistrées pour la radio allemande et la Bayerische Kammeroper. Sa plus récente biographie, Franco Alfano, Transcender Turandot, a été libéré en 2010. Pour ces monographies, Dryden lui-même insisté sur la traduction en anglais tous les documents d'archives de l'allemand, l'italien et le français.
Depuis l'année 2000, Dryden a régulièrement contribué essais et articles pour les opéras suivants et salles de concert: San Francisco Opera; Royal Opera de Covent Garden; Metropolitan Opera, à New York; Teatro Real, Madrid; Concertgebouw, Amsterdam; Gran Teatro del Liceu, Barcelona; Opéra de Paris; Opéra de San Diego; Wexford Festival Opera; Opéra de Rome; Deutsche Oper Berlin et l'English National Opera. Il a donné des conférences aux États-Unis, la Suisse et l'Allemagne ainsi que la rédaction d'articles pour Opera trimestriel, CPO Records, Naxos et Die Musikforschung. Dryden a fait l'objet d'une notice biographique dans le volume 267 des auteurs contemporains, publié en 2008. De 2000 à 2003, Dryden était collaborateur à la rédaction du magazine de musique allemand Opernglas. Pendant ce temps, il a été noté pour de nombreuses entrevues portant sur des personnalités telles que Magda Olivero, Carlisle Floyd, Birgit Nilsson, Astrid Varnay, Wolfgang Wagner, Simonetta Puccini, Inge Borkh, Gina Cigna, Dame Eva Turner, Maria Carbone, Adelaide Saraceni, Virginia Zeani et Alexandre de Yougoslavie. Dryden a également lié d'amitié avec l'auteur à succès Barbara Cartland.
Dryden peut être crédité pour faire avancer la recherche dans le domaine musical des compositeurs d'opéra italiens au cours de la Fin de siècle que, jusqu'à l'avènement de ses œuvres, centrée presque exclusivement sur Puccini. Sa découverte de manuscrits originaux - qu'il se agisse de compositeurs Giacomo Meyerbeer et Ruggiero Leoncavallo ou l'auteur E.T.A. Hoffmann - a permis de nombreuses archives à acquérir un matériel précieux. Ces résultats ont également aidé données historiques erronées claires jusqu'à trouvés pendant des décennies dans des guides de référence, y compris Grove Dictionary of Music and Musicians et la musique encyclopédie allemande Musik in Geschichte und Gegenwart, entre autres. Que ce était tout simplement la date inexacte de la naissance de Leoncavallo, ou que son opéra Edipo Re était uniquement une adaptation de la précédente Der Roland von Berlin ou que sa base Sardou La jeunesse de Figaro n'a jamais existé était, jusqu'à ces publications, relativement, sinon complètement, inconnu. Dryden a reçu son doctorat en 2003 de l'Université de Marburg, en Allemagne.

## Travaux
- Riccardo Zandonai, A Biography, 1999.  (ISBN 0820436496)
- Leoncavallo: Life and Works, 2007.  (ISBN 0810858800)
- Franco Alfano, Transcending Turandot, 2010.  (ISBN 0810869705)

## Source
- Alan Mallach, The Autumn of Italian Opera, Northeastern University Press, 2007.